# Magical Girl (filme)
Magical Girl (Rapariga Mágica (título em Portugal) ou A Garota de Fogo (título no Brasil) é um filme neo-noir espanhol dos géneros drama e mistério, realizado e escrito por Carlos Vermut. Foi exibido no Festival Internacional de Cinema de Toronto de 2014 e no Festival Internacional de Cinema de San Sebastián de 2014, onde ganhou o prémio Concha de Ouro. Bárbara Lennie ganhou o Prémio Goya de melhor atriz na vigésima nona edição dos Prémios Goya. Estreou-se em Espanha a 17 de outubro de 2014, em Portugal a 23 de julho de 2015, e no Brasil a 31 de março de 2016.

## Argumento
Luis, um professor de literatura desempregado, tenta cumprir o último desejo da sua filha Alicia de doze anos de idade, que está com cancro em estado terminal e almeja pela roupa da série de animé Magical Girl Yukiko. Luis tenta fazer de tudo para comprar o vestido, apesar do preço alto, no meio dessa confusão, Luis acaba por conhecer Damián e Bárbara, entrando num destino incomum e obscuro de chantagens.  

## Elenco
- José Sacristán como Damián
- Bárbara Lennie como Bárbara
- Luis Bermejo como Luis
- Israel Elejalde como Alfredo
- Lucía Pollán como Alicia
- Elisabet Gelabert como Ada
- Miquel Insua como Oliver
- Teresa Soria Ruano como Adela
- David Pareja como Javier
- Eva Llorach como Laura
- Javier Botet como Pepo
- Lorena Iglesias como psicólogo
- Marisol Membrillo como Marisol
- Julio Arrojo como condutor
- Alberto Chaves como lojista
- Julián Génisson como assistente da joalharia
- Marina Andruix como Bárbara (criança)
- María Martín Cuevas como bebé

## Reconhecimentos
| Prémios                                                          | Categorias                     | Destinatários e nomeados       | Resultado | Ref.         |
| ---------------------------------------------------------------- | ------------------------------ | ------------------------------ | --------- | ------------ |
| Festival de Cinema de Alcalá de Henares de 2014                  | Prémio do Público              | Prémio do Público              | Venceu    | [ 8 ]        |
| 62.ª edição do Festival Internacional de Cinema de San Sebastián | Concha de Ouro de Melhor Filme | Concha de Ouro de Melhor Filme | Venceu    | [ 9 ] [ 10 ] |
| 62.ª edição do Festival Internacional de Cinema de San Sebastián | Melhor Realização              | Carlos Vermut                  | Venceu    | [ 11 ]       |
| 2.ª edição dos Prémios Feroz                                     | Melhor Filme de Drama          | Melhor Filme de Drama          | Indicado  | [ 12 ]       |
| 2.ª edição dos Prémios Feroz                                     | Melhor Realização              | Carlos Vermut                  | Indicado  | [ 12 ]       |
| 2.ª edição dos Prémios Feroz                                     | Melhor Argumento               | Carlos Vermut                  | Venceu    | [ 12 ]       |
| 2.ª edição dos Prémios Feroz                                     | Melhor Ator Principal          | Luis Bermejo                   | Indicado  | [ 12 ]       |
| 2.ª edição dos Prémios Feroz                                     | Melhor Atriz Principal         | Bárbara Lennie                 | Venceu    | [ 12 ]       |
| 2.ª edição dos Prémios Feroz                                     | Melhor Ator Secundário         | José Sacristán                 | Venceu    | [ 12 ]       |
| 2.ª edição dos Prémios Feroz                                     | Melhor Trailer                 | Melhor Trailer                 | Indicado  | [ 12 ]       |
| 2.ª edição dos Prémios Feroz                                     | Melhor Cartaz Cinematográfico  | Melhor Cartaz Cinematográfico  | Venceu    | [ 12 ]       |
| 29.ª edição dos Prémios Goya                                     | Melhor Filme                   | Melhor Filme                   | Indicado  | [ 13 ]       |
| 29.ª edição dos Prémios Goya                                     | Melhor Realização              | Carlos Vermut                  | Indicado  | [ 13 ]       |
| 29.ª edição dos Prémios Goya                                     | Melhor Argumento Original      | Carlos Vermut                  | Indicado  | [ 13 ]       |
| 29.ª edição dos Prémios Goya                                     | Melhor Ator Principal          | Luis Bermejo                   | Indicado  | [ 13 ]       |
| 29.ª edição dos Prémios Goya                                     | Melhor Atriz Principal         | Bárbara Lennie                 | Venceu    | [ 13 ]       |
| 29.ª edição dos Prémios Goya                                     | Melhor Ator Secundário         | José Sacristán                 | Indicado  | [ 13 ]       |
| 29.ª edição dos Prémios Goya                                     | Melhor Ator Revelação          | Israel Elejalde                | Indicado  | [ 13 ]       |